# Marisol Escobar
Pour les articles homonymes, voir Marisol et Escobar.
Cet article concerne la sculptrice du Pop Art. Pour l'actrice, voir Marisol (Pepa Flores).
Marisol Escobar, connue sous le nom de Marisol, née Maria Sol Escobar le 22 mai 1930, à Paris et morte le 30 avril 2016 à New York, est une artiste et sculptrice vénézuélo-américaine, liée au mouvement pop art.

## Biographie

### Jeunesse et formation
Maria Sol Escobar naît le 22 mai 1930 dans le 16e arrondissement de Paris, de parents vénézuéliens. Son père Gustavo Hernandez Escobar, et sa mère Josefina, sont issus d'une famille aisée aux revenus issus des secteurs de l'immobilier et du pétrole. Leurs affaires les amènent à voyager au Venezuela, en Europe et aux États-Unis ; au cours de ces déplacements, ils initient leur fille à la fréquentation des musées. À cette époque, Maria Sol choisit alors le prénom Marisol, un surnom espagnol répandu. Puis, dans les années 1960, elle abandonne son nom de famille Escobar afin de s'écarter d'une identité et d'une tradition patrilinéaire, et choisit d'être appelée simplement « Marisol ».
Elle a onze ans lorsque sa mère Josefina Escobar se suicide en 1941. Son père l'envoie en internat à Long Island à New York, pendant un an. À la suite de cette disparition, Marisol arrête de  parler, excepté pour répondre à l'école ou à des moments indispensables ; elle parle peu en public avant l'âge de 20 ans. Elle commence le dessin et se met également à la broderie. Marisol Escobar est une chrétienne pratiquante.
La famille s'installe à Los Angeles en 1946. Marisol Escobar suit ses études à Marymount School for Girls, puis Westlake School for Girls en 1948. Elle prend des cours du soir en 1946 à l'Otis Art Institute et à l'Institut d'art Jepson à Los Angeles. Elle suit les cours d'Howard Warshaw et Rico Lebrun.
En 1949, elle suit les cours de l'École des Beaux-Arts de Paris, puis elle s'inscrit à l'Art Students League of New York, et à la New School for Social Research. Elle suit notamment l'enseignement d'Hans Hofmann.

### Pratique artistique
Marisol Escobar fait partie du mouvement pop art des années 1960. Elle sculpte des portraits tridimensionnels, inspirés « des photographies trouvées ou glanées et de ses propres souvenirs ».
Dans la période de l'après-guerre, un retour aux valeurs traditionnelles s'observe dans les rôles sociaux, les races et les genres, notamment dans la sphère publique. Les œuvres sculpturales de Marisol se jouent des rôles sociaux prescrits et des contraintes imposées aux femmes par la représentation de la complexité de la féminité comme une vérité sensible. La pratique de Marisol Escobar est une combinaison dynamique d'art populaire, de dadaïsme et de surréalisme, qui montre une analyse psychologique de la vie contemporaine. En affichant les aspects essentiels de la féminité dans un assemblage improvisé, Marisol Escobar commente la construction sociale de « la femme » en tant qu'entité instable.
Par l'utilisation de matériaux bruts et un assemblage de plâtres, de bois, de dessins, de photographies, de peintures et de vêtements contemporains, Marisol Escobar symbolise le rejet de l'idée d'une existence uniforme de l'« essence féminine ».
Selon Cécile Whiting, professeure d'histoire de l'art à Stanford, spécialiste du pop art, cette « essence féminine » est une identité construite à partir de représentations; elle est le plus souvent déterminée par le spectateur masculin, qui voit la femme uniquement dans un rôle de mère, séductrice ou épouse. En utilisant une technique féministe, Marisol Escobar perturbe les valeurs patriarcales de la société par des imitations. Elle imite et exagère les comportements du public. Avec ses parodies des femmes, de la mode et de la télévision, elle cherche à provoquer des changements sociaux.

### Jouer avec la mimesis pour une action féministe
Marisol Escobar exprime le rôle de la féminité dans son groupe de sculptures Women and Dog, créé entre 1963 et 1964. Trois femmes, une petite fille et un chien sont présentés comme des objets en exposition, savourant leur statut social avec assurance devant le public. Les femmes, sculptées en bois, sont debout et représentées dans des attitudes maniérées et « civilisées ». Des détails viennent rompre cette impression sophistiquée : il manque des chaussures, un chapeau, des fessiers sont en plâtre avec des ajouts. Avec leurs multiples visages elle se surveillent elles-mêmes et leur entourage.  Pour la critique Pascale Debert, cette œuvre est une réponse critique et satirique aux normes de la féminité, construite en assumant le rôle de « féminité » afin de changer son caractère oppressif. 
Le critique New-yorkais Douglas Dreishpoon, à propos d'une rétrospective du travail de Marisol Escobar (1961-1989), souligne que la pratique sculpturale de Marisol Escobar marque une distance entre elle et son sujet, tout en introduisant sa propre présence à travers des autoportraits dans chaque sculpture. Marisol Escobar se met en scène et participe du regard critique qu'elle produit. Elle utilise son corps comme référence pour une gamme de dessins, de peintures, de photographies et de modèles. Cette stratégie est employée comme une autocritique, mais cela correspond également à Marisol Escobar en tant que femme confrontée à des préjugés de la société. Comme Luce Irigaray l'a noté dans son livre Ce sexe qui n'en est pas un, « jouer avec la mimesis est donc, pour une femme, essayer de retrouver le lieu de son exploitation par le discours, sans se laisser en rien réduire à celui-ci. Cela signifie se soumettre à des idées sur soi-même, qui sont élaborées dans la logique masculine, mais pour rendre visible, par un effet de reproduction ironique, ce qui est supposé rester invisible. ».
Selon Alexander Potts, professeur émérite britannique d'histoire de l'art, Marisol Escobar, comme beaucoup d'artistes du pop art, recadre, agrandit, réduit et reproduit son sujet inspiré de la vie contemporaine afin de mettre l'accent sur les discontinuités. Mettant le focus sur des aspects spécifiques d'une image ou des idées en dehors de leur contexte d'origine rend le message clair et met au jour le sens profond de ces messages. Grâce à son approche mimétique, la notion de « femme » est divisée en signifiants individuels puis réassemblée pour représenter visuellement les différences. En produisant ces symboles à travers des matériaux contradictoires, elle dissocie la « femme » en tant qu'entité évidente et sa représentation d'une construction faite d'une série de parties symboliques.
Marisol Escobar déconstruit à nouveau l'idée de la « vraie féminité » dans son groupe sculptural, The Party réalisé entre 1965 et 1966. Ce groupe présente un grand nombre de figures ornées d'objets trouvés et à la dernière mode. Bien que les robes, les chaussures, les gants et les bijoux semblent être authentiques de prime abord, ce sont des imitations peu coûteuses de biens de consommation prétendument précieux. Les costumes des personnages sont ornés d'objets divers, de peintures et de photographies publicitaires qui suggèrent un sentiment de vérité fabriquée. Cela dissocie l'idée que la féminité est authentique, de l'idée que la féminité est un concept résultant d'une accumulation d'idées fictives.
Whiting note que grâce à l'imitation théâtrale et satirique de Marisol Escobar, les signifiants communs de « féminité » sont expliqués comme une logique patriarcale établie par la répétition de la représentation dans les médias. En s'incorporant elle-même dans l’œuvre comme la face « féminine » sous observation, Marisol Escobar propose un sujet « féminin » capable de prendre le contrôle de sa propre représentation.
Whiting poursuit en soulignant que Marisol Escobar imite la construction imaginaire de ce que signifie être une femme, et aussi le rôle de « l'artiste ». Elle accomplit cela en combinant les caractéristiques de l'action painting et du pop art. Elle utilise l'expression du geste spontané de l'action painting avec les intentions artistiques d'accumulation du pop art. Les sculptures de Marisol Escobar mettent en doute l'authenticité du soi construit, ce qui suggère que des parties de représentation ont été conçues. L'art est utilisé non pas comme une plate-forme d'expression personnelle, mais comme une opportunité de s'exposer soi-même dans une création imaginaire. En juxtaposant différents signifiants de la féminité, Marisol Escobar explique comment la « féminité » est produite culturellement. Mais, en incorporant l'empreinte de ses propres mains et des marques caractéristiques dans ses œuvres, elle ajoute les symboles de l'identité de l'artiste célébrée tout au long de l'histoire de l'art. Cette approche a déstabilisé l'idée de la vertu de l'artiste comme une construction rhétorique de la logique masculine. Par conséquent, « Réduire la distance entre le rôle de la femme et celui de l'artiste, en traitant des signes de la masculinité artistique n'est pas moins subordonné au produit de la représentation, que les signes de la féminité ». Marisol Escobar montre que la valeur d'un artiste comme une construction imaginaire doit être promulguée par la répétition des parties représentatives. ».
Peg De Lamater, professeur émérite d'art et design américaine, analyse la pratique mimétique de Marisol Escobar qui reproduit des célébrités comme Andy Warhol, John Wayne ou Charles de Gaulle, à travers une série de portraits à partir d'images trouvées. Les sculptures sont construites à partir de photographies, qui sont interprétées par l'artiste et transformées dans un autre format et un nouveau matériau. En imitant une image originale, l'histoire du sujet est conservée au sein de l’œuvre. Cette approche de l'utilisation de l'information préfabriquée, permet au produit de conserver son sens comme un artefact culturel. Cette façon de créer ajoute un décalage entre l'artiste et le sujet qui caractérise le pop art, car la ressemblance existe seulement avec la photo et non avec le sujet réel. L'imitation sculpturale du Président Charles de Gaulle en 1967 en est un exemple. Marisol Escobar a choisi une image de Charles de Gaulle en homme âgé. Manipuler ses traits de caractère, ses manières et ses attributs essentiels permet de subvertir efficacement sa position de pouvoir et de montrer sa vulnérabilité. Les traits de De Gaulle sont soulignés pour créer une caricature, en exagérant sa mâchoire, en augmentant la distance entre ses yeux, en rétrécissant sa bouche et en mettant sa cravate de travers. Son uniforme, sa main et son port statique rendent la sculpture asymétrique, pour suggérer la préoccupation du public pour un gouvernement juste. Le public est informé des défauts du sujet, ce qui suggère à la fois une similitude et une tension entre le sujet, le public et Marisol Escobar elle-même.
Cécile Whiting considère que la pratique artistique de Marisol Escobar a souvent été ignorée par l'histoire de l'art, tant par les critiques d'art que par les féministes. Celles-ci ont perçu son travail plutôt comme une reproduction des tropes et des discours sur la féminité d'un point de vue non critique, et reproduisant les modes de valorisation qu'elles espèrent dépasser. Les critiques du pop art ont considéré sa « féminité » dans un cadre conceptuel pour distinguer la différence entre son sentimentalisme et l'objectivité de ses partenaires masculins. Marisol Escobar a été l'objet de commentaires sociaux satiriques à cause de son genre et de sa race, ce qui était le contexte auquel elle était confrontée. Au lieu d'omettre sa subjectivité, elle a utilisé sa « féminité »  comme mode de déconstruction et de redéfinition des idées de « femme » et d'« artiste », en s'appropriant le contrôle de sa propre représentation.

### Pop art
C'est dans les années 1960 que Marisol Escobar est influencée par des artistes du pop art comme Andy Warhol et Roy Lichtenstein. Elle apparaît dans deux films de Warhol, The Kiss en 1963 et 13 Most Beautiful Girls, en 1964.
L'une de ses œuvres les plus connues de cette période est The Party, une installation de taille réelle des personnages au Musée d'art de Tolèdo. Toutes les figures, représentant les diverses formes de l'élite sociale, ont le visage de Marisol Escobar.
Pour le critique Albert Boime, la prédisposition au pop art de Marisol Escobar trouve son origine, en partie dans sa première formation artistique, avec Howard Warshaw au Jepson Art Institute et Yasuo Kaiyoshi. Celui-ci suggère une forte influence à la fois de l'École Ashcan et de la bande dessinée en général. Albert Boime note également l'influence des comic books sur les artistes du pop art et Marisol Escobar elle-même. Il indique que les origines de la bande dessinée sont étroitement liées à l'école Ashcan : « les pionniers de l'école Ashcan ont les mêmes racines que premiers dessinateurs de cartoon, et que presque tous ont commencé leur carrière en tant que caricaturistes. ». Il écrit que les comic strips et les comic books, ainsi que les dessins animés, ont eu une influence particulière sur toute une génération d'artistes nés vers 1930 et liés au pop art, dont Claes Oldenburg, Mel Ramos, Andy Warhol, Tom Wesselmann, James Rosenquist et Roy Lichtenstein.
Marisol a traversé de nombreux mouvements. « Pas Pop, pas Op, c'est Marisol ! » est le titre de l'article écrit par Grace Glueck et publié dans le New York Times en 1965. Le silence était une partie intégrante du travail et de la vie de Marisol. Elle disait qu'elle ne parlait pas plus qu'elle n'en avait besoin, et, dans son travail, elle est décrite comme ayant dû accorder le silence avec «la forme et le poids». Elle a parlé peu de sa carrière et a déclaré : « J'ai toujours été très chanceuse. Les gens aiment ce que je fais. ».
En 1966-1967, elle réalise une sculpture de l'éditeur de revues de charme Hugh Hefner. Elle le représente avec deux pipes, l'une peinte dans la main, et l'autre une vraie dans la bouche qui se projette agressivement au devant de la pièce. La sculpture a fait la couverture du Time le 3 mars 1967. Elle fait partie maintenant de la collection du Smithsonian Institution. La commissaire d'exposition Wendy Wick Reaves a déclaré qu'Escobar « utilisait toujours l'humour et l'esprit pour nous déranger, en traitant de nos attentes ; qu'est-ce qu'un sculpteur qu'est-ce qu'un portrait et en jouer avec». Alors, quand on lui demande pourquoi il y a deux pipes , elle répond : Eh bien, Hugh Hefner a tout en trop. ».
Marisol Escobar a des sources d'inspiration multiples. Elle inclut souvent des portraits de personnages publics, des membres de sa famille et d'amis dans sa sculpture. Dans une exposition, The Kennedys elle remet en cause l'image de la plus grande famille avec un groupe sculpté. En 1982-1984, elle se représente observant La Cène de Léonard de Vinci, œuvre sculpturale de taille réelle. Elle a également travaillé à partir du tableau La Vierge, l'Enfant Jésus et sainte Anne de Léonard de Vinci.

## Notoriété et reconnaissance
En 1972, elle est incluse dans Some Living American Women Artists, un collage féministe de Mary Beth Edelson.
Dans le pop art, le rôle d'une «femme» est systématiquement mère ou séductrice et rarement présenté en tant que femme. Cette représentation, dans le pop art, est principalement déterminée par des artistes masculins, qui représentaient généralement des femmes en tant qu'objets sexuels. Judy Chicago a expliqué au rédacteur en chef Holly Williams dans The Independent en 2015, qu'il y avait très peu de reconnaissance pour les femmes et les artistes de couleur. À son avis, Les artistes comme Marisol Escobar n'ont jamais reçu l'attention qu'ils méritaient. Elle est l'une des nombreuses artistes méconnues en raison des canons modernistes existants, qui l'ont placée hors du noyau du pop art en l'opposant à ses homologues masculins établis,. Dans un monde patriarcal, les femmes cantonnent leur identité de genre dans la crainte de voir leur travail réduit à une «sensibilité féminine». Marisol Escobar est l'une des rares à affirmer son identité de genre. Les critiques l'ont séparé des autres artistes du pop art, car elle offrait une satire sentimentale plutôt qu'une attitude impassible. Comme pour beaucoup d'artistes à cette époque, la sensibilité féminine affirmée est la raison pour laquelle elle a été souvent marginalisée.
La critique d'art Lucy Lippard, a commencé à reconnaître Marisol Escobar en tant qu'artiste du pop art en 1965. À l'époque déjà, sa sculpture est associée au pop art. Pourtant, Lucy Lippard a principalement parlé de la façon dont le travail de Marisol Escobar se différencie des intentions des figures du pop art telles qu'Andy Warhol, Frank Stella, Roy Lichtenstein et Donald Judd. Elle définit un artiste du pop art comme un spectateur impartial de la culture de masse qui représente la modernité par parodie, humour ou par un commentaire social. Par une attitude objective, elle affirme qu'un artiste peut maintenir une position de détachement « masculin » des sujets décrits. En tant que femme artiste et de couleur, les critiques ont distingué Marisol Escobar du pop art en tant que « primitif sage » en raison des qualités folkloriques et enfantines dans ses sculptures.
Cécile Whiting souligne que contrairement aux artistes de l'époque, la sculpture de Marisol Escobar est une critique satirique de la vie contemporaine dans laquelle les représentations de la féminité de la classe moyenne supérieure font partie. Simultanément, en incluant sa propre présence à travers photographies ou moulages, l'artiste illustre une autocritique en lien avec les circonstances humaines des personnes vivant le « rêve américain ». Marisol Escobar a représenté la vulnérabilité humaine qui était commune à tous les sujets au sein d'une critique féministe et différenciée, par rapport au point de vue masculin de ses associés du pop art. Au lieu d'omettre sa subjectivité en tant que femme de couleur, Marisol a redéfini l'identité féminine en proposant des représentations qui se moquaient des stéréotypes actuels.
Whiting affirme que l'art de Marisol Escobar a été considéré et délaissé comme un jouet féminin, par manque d'objectivité et par l'attitude inexplicable des artistes du pop art masculins. Leur supériorité masculine a été célébrée par opposition à la possibilité d'une perspective « féminine » articulée. Comme Whiting le précise dans son article sur Figuring Marisol's Feminities  (les figures féminines de Marisol), « sans pop féminin, il n'y aurait pas eu de pop masculin en opposition ; sans la périphérie douce, il n'y aurait pas eu de noyau dur. ».

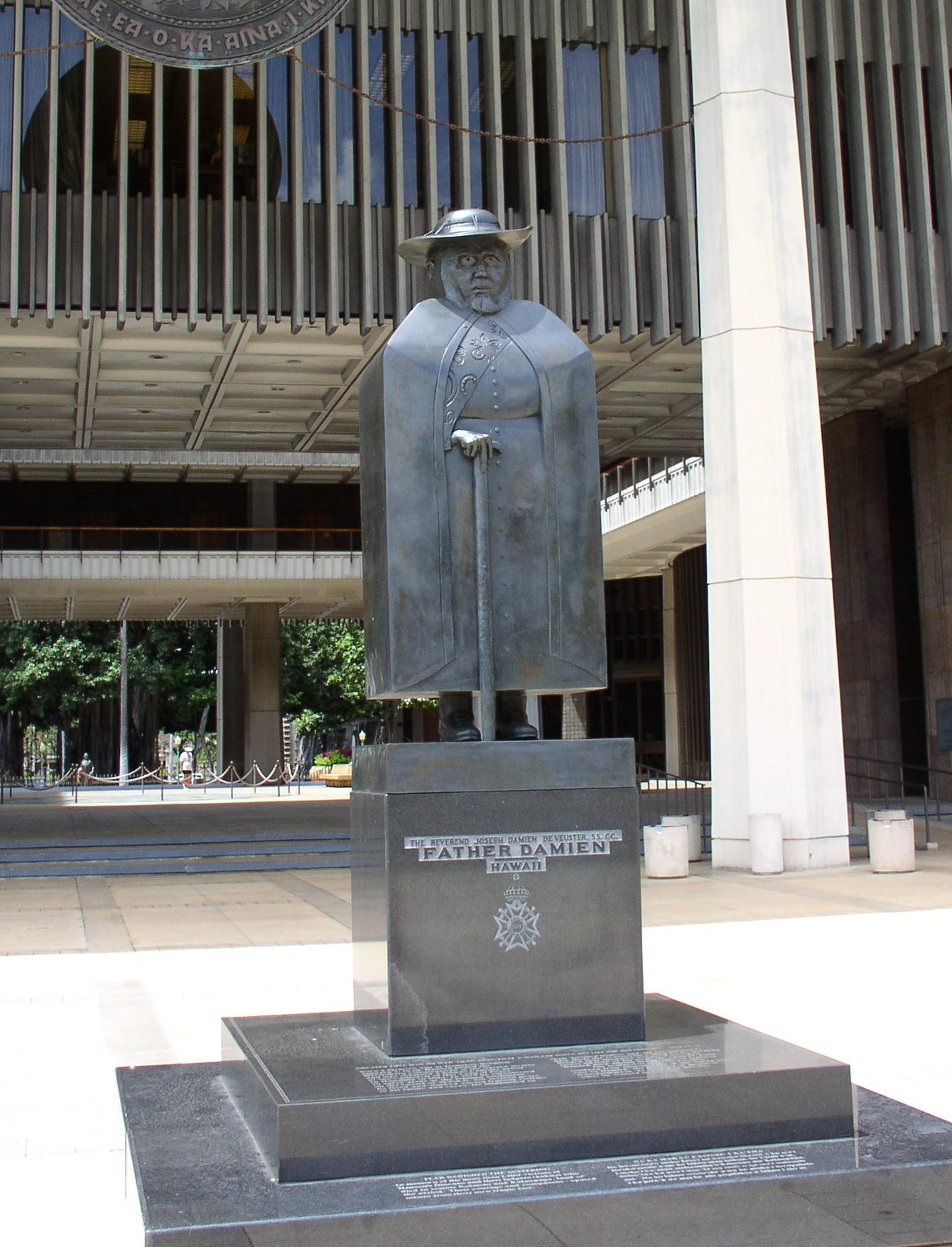
Statue du Père Damien devant le Capitole de l'État d'Hawaï à Honolulu

Marisol Escobar tombe dans l'oubli dans les années 1980.
Elle meurt d'une pneumonie le 30 avril 2016 à New York, à l'âge de 85 ans,.
En avril 2017, l'ensemble de ses œuvres (100 sculptures, 150 œuvres sur papier, des photographies, les archives et la bibliothèque de l'artiste) sont données au Albright-Knox Art Gallery à Buffalo, ville de l'état de New York.

## Prix et distinctions
- 1978 : élue membre de l'académie américaine des Arts et des Lettres en 1978[42].
- 1983 : prix national d'arts plastiques du Venezuela.
- 1997 : prix Remio Gabriela Mistral de l'Organisation des États américains pour sa contribution à la culture inter-américaine[43].

## Expositions et rétrospectives
1961 : exposition pour The Art of Assemblage au Museum of Modern Art, à New York.
1968 : elle participe à la documenta IV, à Cassel en Allemagne.
2004 :  MoMA at El Museo, une exposition d'artistes latino-américains tenue au Museum of Modern Art, à New York.
2010 : deux expositions :
- Seductive Subversion: Women Pop Artists, 1958-1968, au Brooklyn Museum,
- Power Up: Female Pop Art, au Kunsthalle à Vienne, en Autriche.

2014 : rétrospective au Memphis Brooks Museum of Art à Memphis, dans le Tennessee.
2014 : première exposition personnelle à New York City, au Museo del Barrio.

## Citation de l'artiste
« Je veux toujours être libre dans ma vie et dans mon art. C'est aussi important pour moi que la vérité. ».